# Danny Hay
Pour les articles homonymes, voir Hay.
Daniel John Hay, né le 15 mai 1975 à Auckland, est un footballeur international néo-zélandais évoluant au poste de défenseur.

## Carrière

### En club
- 1995 :  Waitakere City
- 1996-1998 :  Central United
- 1998-1999 :  Perth Glory
- 1999-2002 :  Leeds United
- 2002-2003 :  Walsall
- 2003-2004 :  Football Kingz
- 2005 :  New Zealand Knights
- 2005-2006 :  Perth Glory
- 2006-2009 :  Waitakere United

### En équipe nationale
- 31 sélections (2 buts) avec l'équipe de Nouvelle-Zélande de football.
- Il a disputé la Coupe des confédérations 2003 avec l'équipe de Nouvelle-Zélande de football.